# Parcul Nara
Parcul Nara (奈良公園 Nara Kōen?) este un parc public amplasat în orașul Nara din Japonia, la poalele muntelui Wakakusa⁠(d). A fost fondat în 1880, fiind astfel unul din cele mai vechi parcuri din Japonia. Din punct de vedere administrativ, parcul aparține de prefectura Nara. Suprafața oficială este de cca 502 ha, iar împreună cu templele Tōdai-ji, Kōfuku-ji și Kasuga-taisha⁠(d), amplasate în parc sau la marginea lui, ocupă un teritoriu de 660 ha.
Ministerul Educației, Culturii, Sportului, Științei și Tehnologiei⁠(d) din Japonia (MEXT) a inclus parcul în lista „locurilor cu valoare peisagistică” ale Japoniei. În parc viețuiesc peste 1.200 de cerbi pătați (シカ sau 鹿 shika), care sunt clasificați de același MEXT ca patrimoniu natural.
Pentru turiști, parcul Nara este de obicei asociat cu perspectivele deschise ale templelor și ale parcului propriu-zis. Aici mai sunt amplasate și îngrijite niște grădini, odinioară private, care combină templele în peisajul lor.
În parc funcționează Muzeul Național din Nara⁠(d). Templul Tōdai-ji este cel mai mare templu budist din Japonia și adăpostește o statuie a lui Buddha cu înălțimea de 15 metri.

## Cerbii

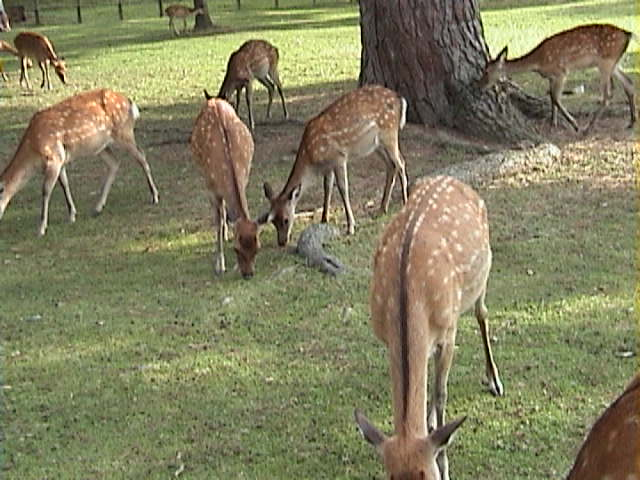
Cerbi pătați în parcul Nara

Potrivit unei legende, unul dintre cei patru zei ai templului Kasuga⁠(d), Takemikazuchi⁠(d)-no-mikoto, a venit de la templul Kashima⁠(d) (actualmente în prefectura Ibaraki) pe muntele Mikasa⁠(d) de lângă Nara (cunoscut și ca muntele Wakakusa), călare pe un cerb pătat alb. De atunci, cerbii pătați au fost considerați animale sacre de discipolii templelor Kasuga și Kōfuku-ji. Uciderea unui astfel de cerb era pedepsită cu moartea cel puțin până în anul 1637, când a avut loc ultima astfel de execuție. În prezent, pedeapsa este încarcerarea; de exemplu, în 2010, un bărbat a fost condamnat la o jumătate de an de închisoare pentru uciderea unui cerb cu arbaleta.

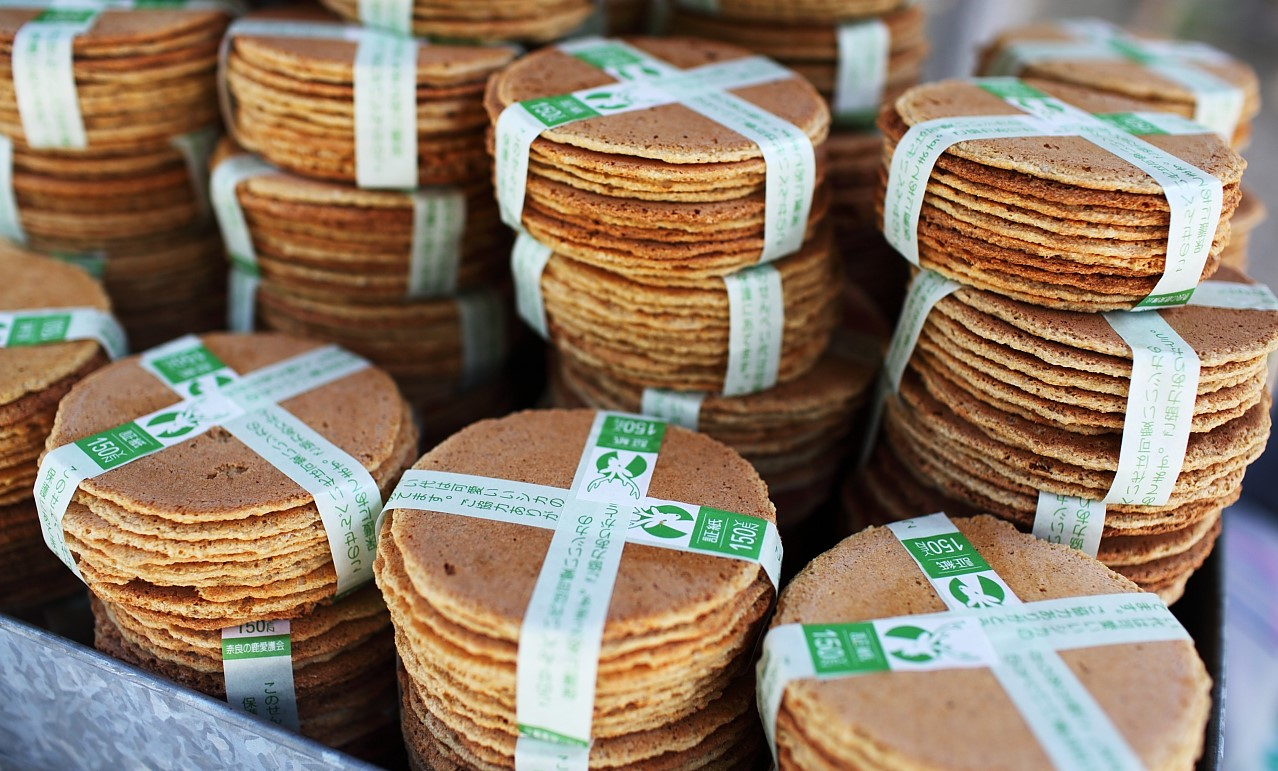
„Biscuiți pentru cerbi” în vânzare

După cel de-al doilea război mondial, cerbii pătați nu mai sunt considerați animale sacre, în schimb au fost recunoscuți ca patrimoniu național, fiind în continuare protejați prin lege. În prezent, vizitatorii parcului pot achiziționa un fel special de biscuiți (鹿煎餅 Shika-senbei) cu care hrănesc cerbii. Biscuiții sunt comercializați exclusiv de compania WNOW.
Numărul cerbilor a crescut substanțial în perioada postbelică, ajungând la aproximativ 1.200 de indivizi în 2008. Acest fapt a provocat discuții despre daunele pe care animalele le aduc mediului și culturilor agricole din preajmă; au apărut propuneri de a întreprinde măsuri de reducere a populației.
În anul fiscal 2015-2016, 121 de persoane au fost rănite de cerbi, ceea ce a fost un record. În 2016 s-a anunțat că împrejurimile orașului Nara vor fi împărțite în patru zone, în afara cărora va fi practicată capturarea și uciderea controlată a cerbilor. Astfel, în anul următor, au fost uciși 120 de indivizi, deși în materialele de știri a fost raportată doar capturarea, nu și uciderea lor. În iulie 2017, în parc trăiau în jur de 1.500 de cerbi. Cel puțin 164 de persoane, majoritatea turiști, au fost rănite în anul fiscal 2017-2018, de obicei în timpul hrănirii animalelor. Drept urmare, în aprilie 2018 în Nara au fost instalate panouri informative în engleză, chineză și japoneză, pe care este explicat că cerbii, fiind animale sălbatice, nu trebuie „tachinate” în timpul hrănirii.

## Rolul în artă
Albumul din 2014 al formației britanice de indie rock alt-J, intitulat This Is All Yours⁠(d), conține treisprezece piese, printre care "Arrival in Nara", "Nara" și "Leaving Nara" (din engleză: „Sosirea în Nara”, „Nara” și respectiv „Plecând din Nara”). În versurile cântecului „Nara” este descris parcul Nara.

## Galerie de imagini

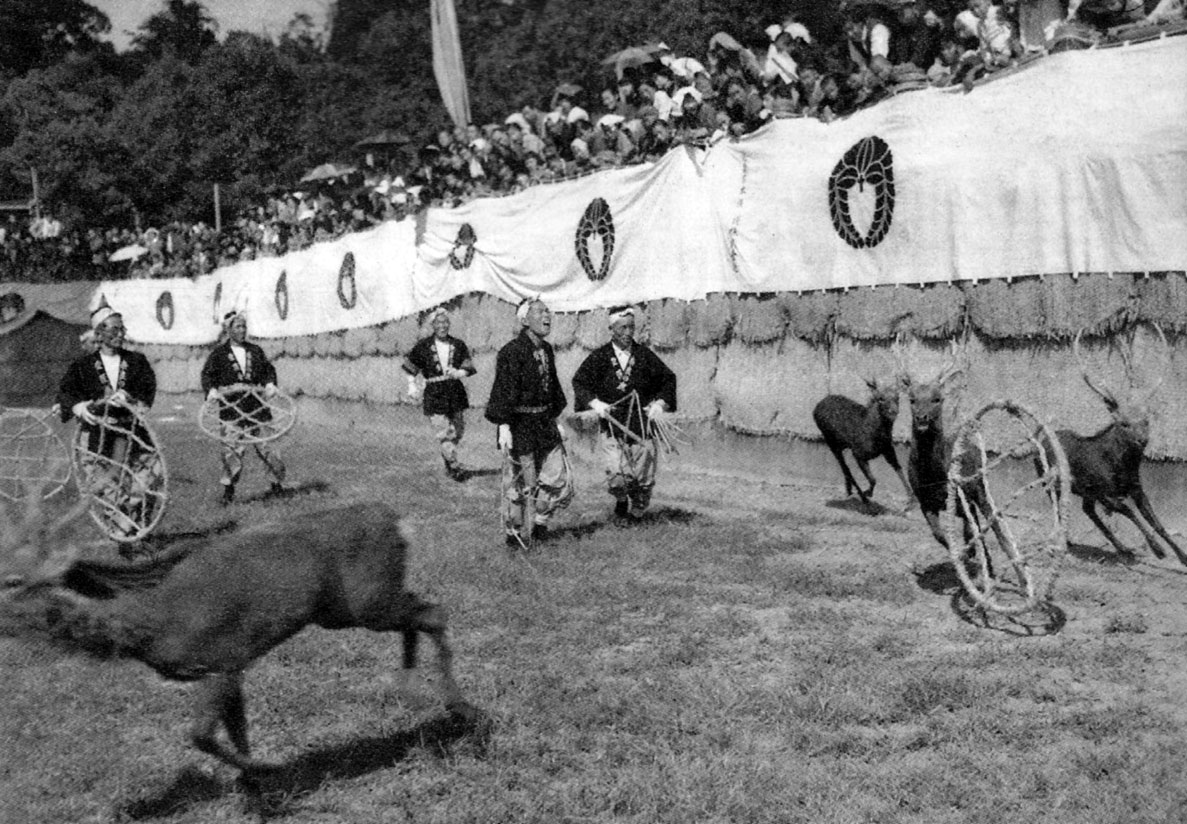
Ecornarea cerbilor, noiembrie 1953 (redeschiderea parcului pentru publicul larg după o întrerupere de 13 ani)
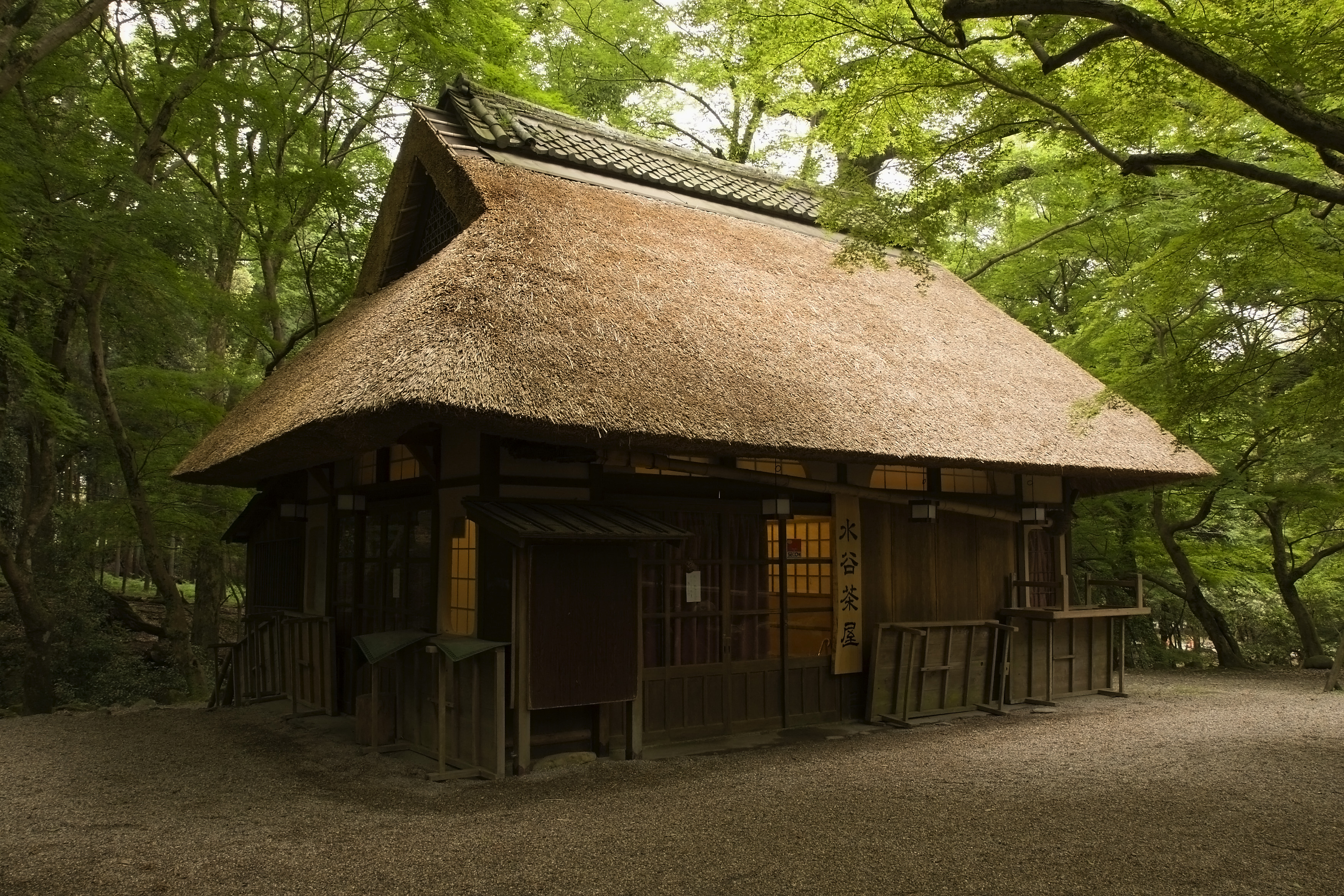
În parc se află o ceainărie tradițională japoneză (Chaya), care comercializează ceai și wagashi
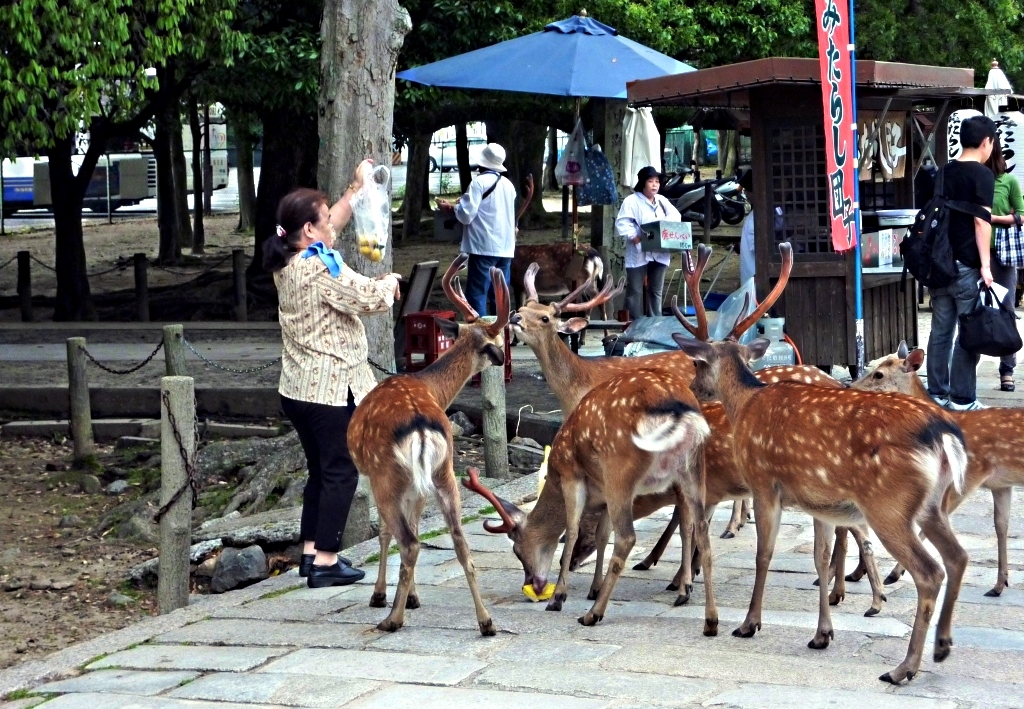
Oameni hrănind cerbii din Nara
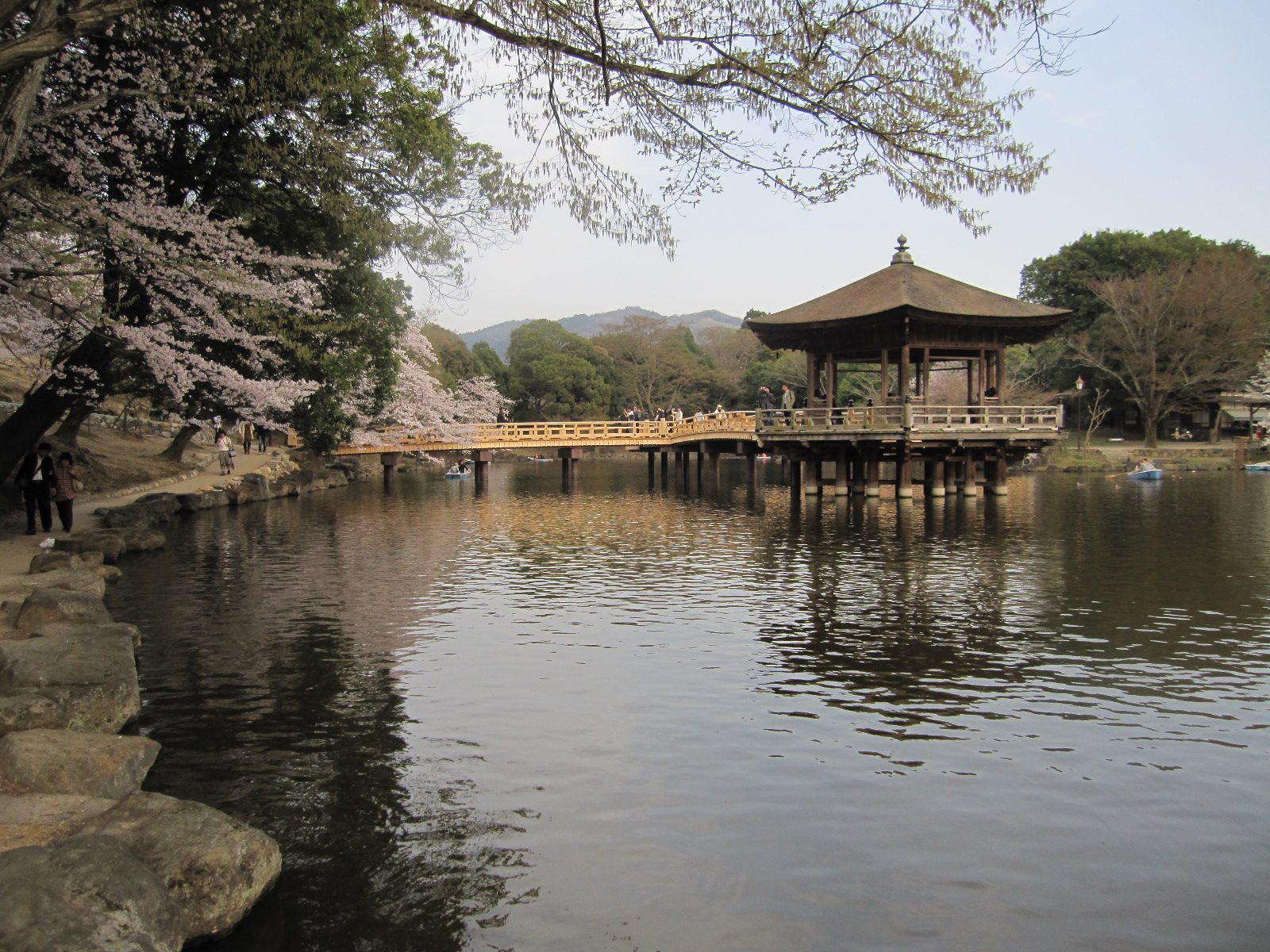
Pavilionul Ukimidou
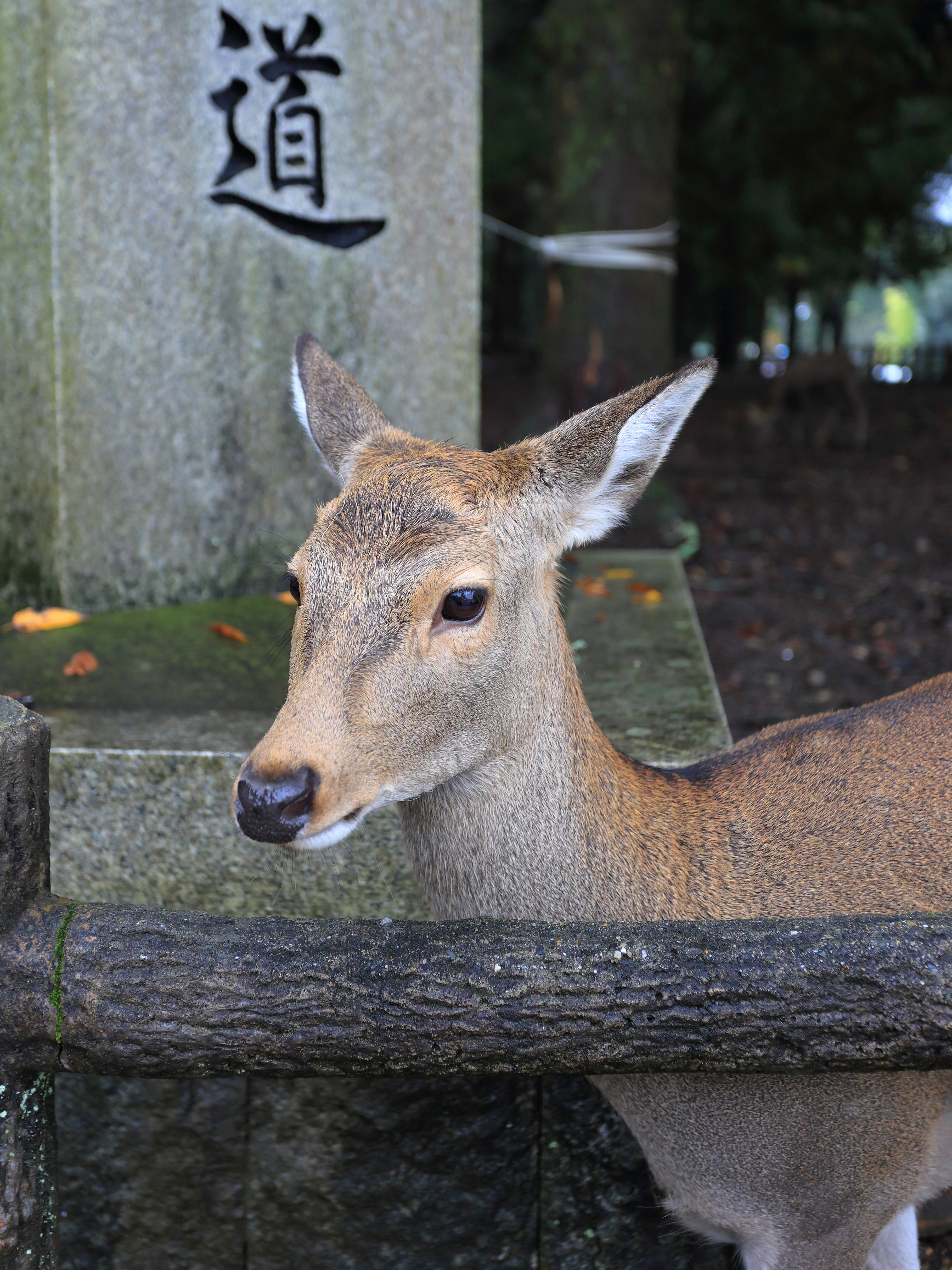
Cerbii se plimbă liber atât afară prin parc, cât și în interiorul templelor
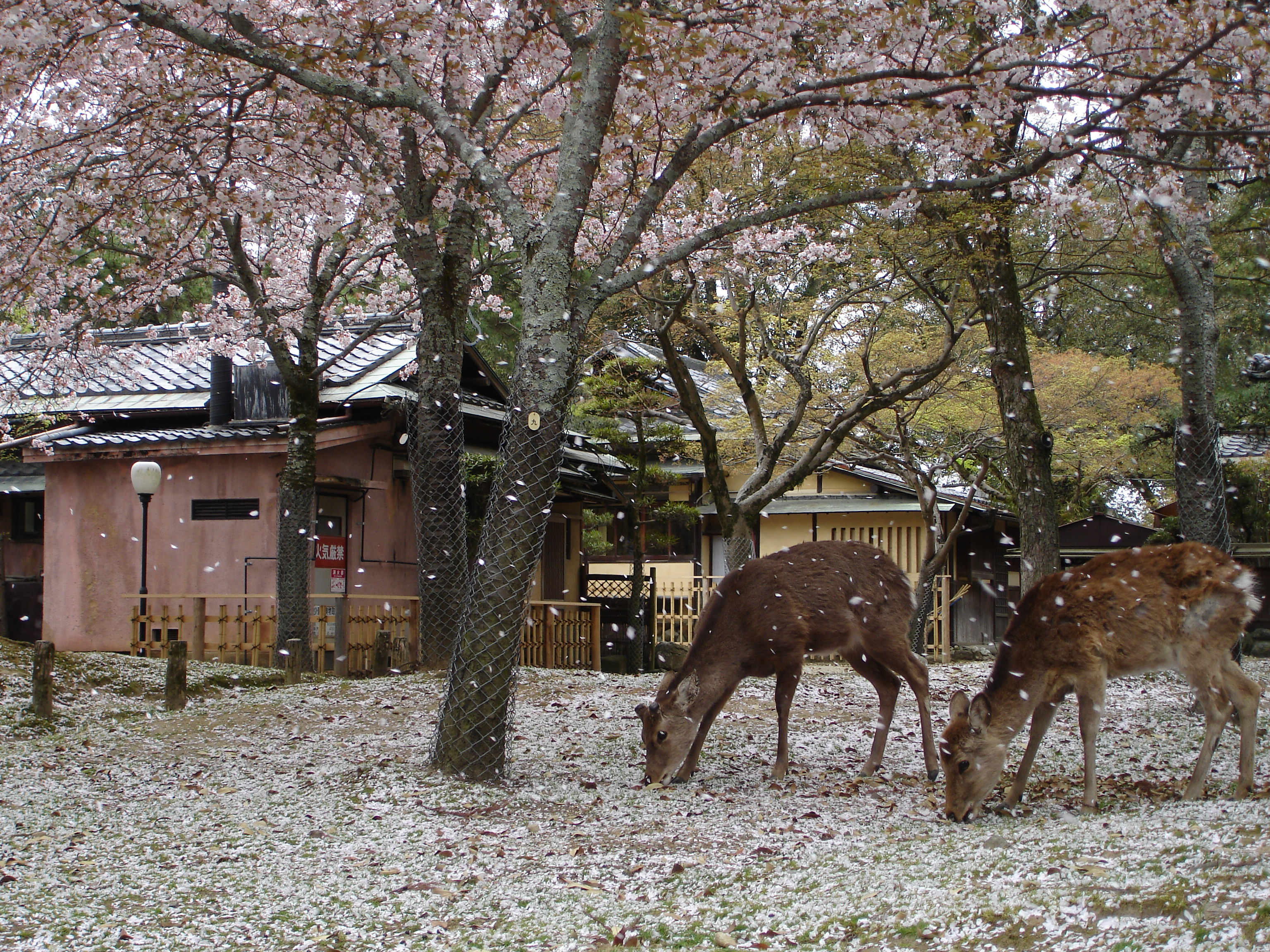
Cerbii și sakura
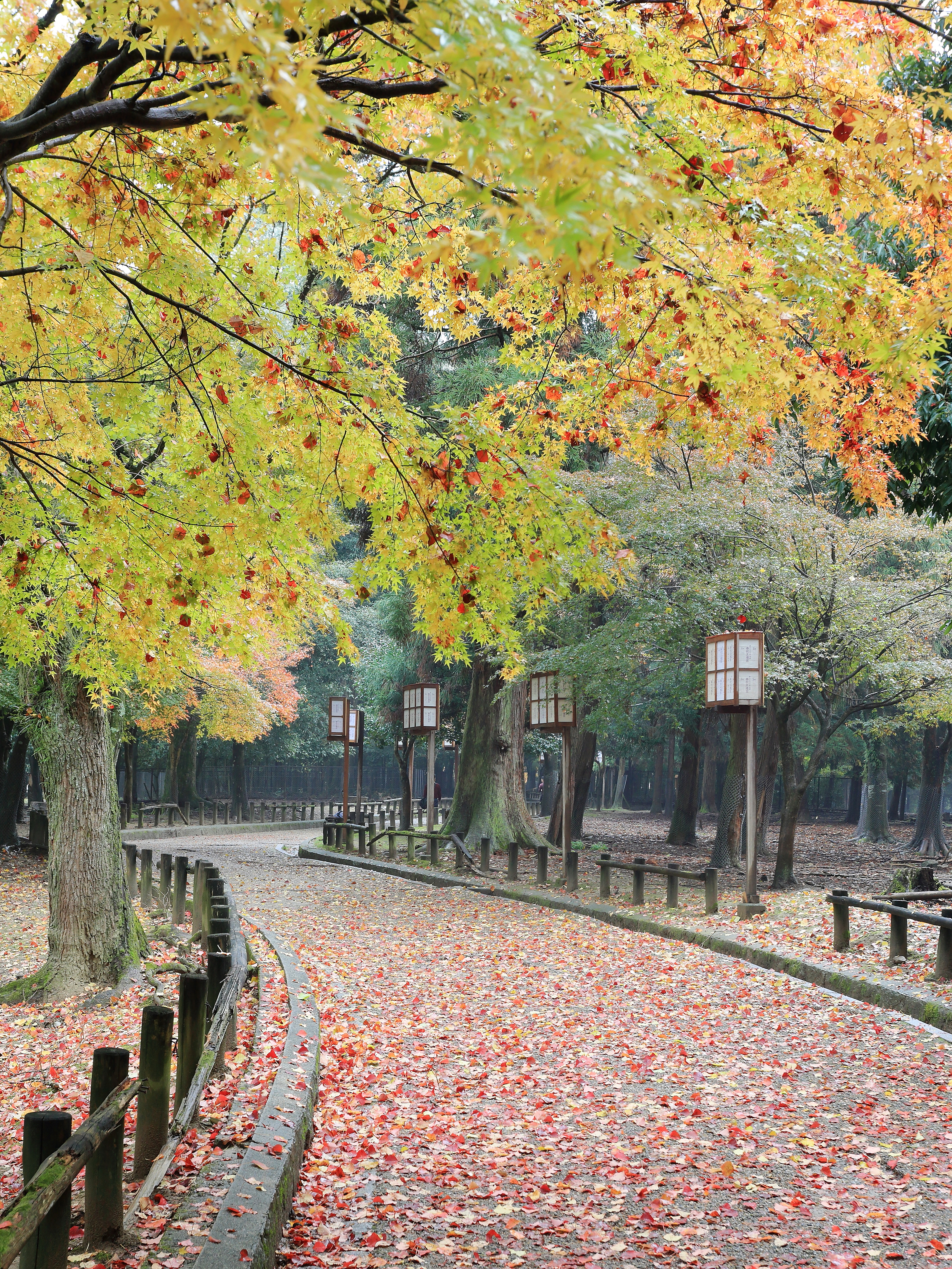
O alee din parc, toamna